# Västkuststiftelsen
Västkuststiftelsen är stiftelse i Västsverige som förvaltar omkring 290 reservat, på uppdrag av länsstyrelserna i Halland och Västra Götaland. Stiftelsen har Västra Götalandsregionen, Region Halland samt Göteborgsregionen som huvudmän, och arbetar med skötseln av reservaten. Stiftelsen arbetar kontinuerligt med att göra olika naturområden mer tillgängliga. Det görs genom att till exempel anlägga p-platser, markera stigar och leder, trycka upp foldrar och kartor, sätta upp skyltar samt bygga spänger och vindskydd. Basen av arbetet är diverse olika naturvårdsåtgärder; som exempelvis ljungbränning, slåtter och skapande av död ved. Västkuststiftelsen samordnar även arbete kring utveckling av cykel- och vandringsleder, samt städning av marint skräp längs västkustens stränder. Syftet är att bevara och tillgängliggöra den västsvenska naturen för alla.  Stiftelsen håller årligen omkring 150 gratis guidade vandringar; både för nybörjare och riktiga inbitna naturälskare.